# يوري بيلوف
يوري بيلوف (بالروسية: Юрий Андреевич Белов)‏ هو ممثل روسي (وحمل سابقاً جنسية الاتحاد السوفيتي)، ولد في 31 يوليو 1930 برجيف في روسيا، وتوفي في 31 ديسمبر 1991 بموسكو في روسيا. بدأ مشواره المهني سنة 1955.

## وصلات خارجية
- يوري بيلوف على موقع IMDb (الإنجليزية)
- يوري بيلوف على موقع أول موفي (الإنجليزية)
- يوري بيلوف على موقع قاعدة بيانات الأفلام السويدية (السويدية)
- يوري بيلوف على موقع قاعدة بيانات الفيلم (الإنجليزية)
- يوري بيلوف على موقع كينوبويسك (الروسية)